# ヴィルンガ山地

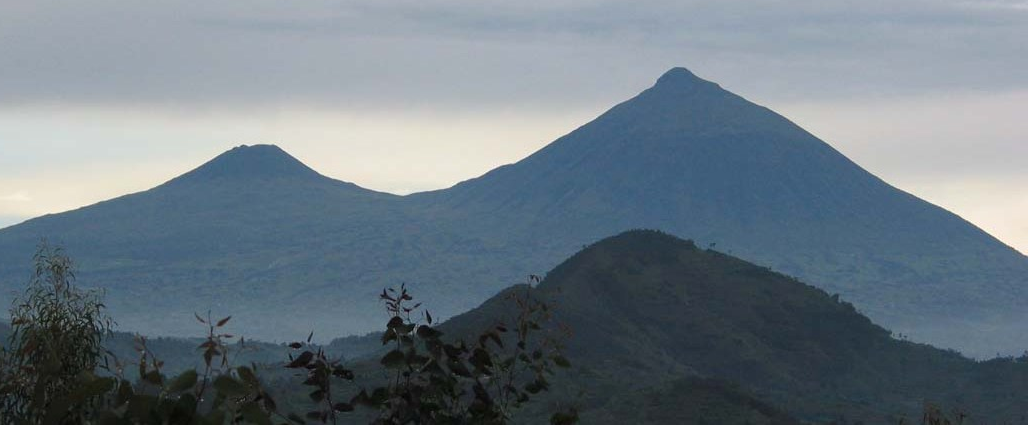
ガヒンガ山（左）。ムハブラ山（右）

ヴィルンガ山地（Virunga Mountains）は、東アフリカ：ルワンダ、コンゴ民主共和国、ウガンダ国境地域に位置する火山群。 大地溝帯アルバーティーン・リフトの一部で、エドワード湖とキブ湖の間に位置する。
マウンテンゴリラの絶滅危惧地域として、IUCNレッドリストに記載。

## 国立公園
- ヴィルンガ国立公園、コンゴ民主共和国
- 火山国立公園、ルワンダ
- ムガヒンガ・ゴリラ国立公園、ウガンダ

## ヴィルンガ山地の山
- カリシンビ山、ルワンダ/コンゴ民主共和国 (4,507 m)
- ミケノ山（英語版）、コンゴ民主共和国 (4,437 m)
- ムハブラ山（英語版）、ルワンダ/ウガンダ (4,127 m)
- ビソケ山（英語版）、ルワンダ/コンゴ民主共和国 (3,711 m)
- サビニョ山、ルワンダ/ウガンダ (3,674 m)
- ガヒンガ山（英語版）、ルワンダ/ウガンダ (3,474 m)
- ニーラゴンゴ山、コンゴ民主共和国 (3,470 m)
- ニアムラギラ山、コンゴ民主共和国 (3,058 m)

## 文化
- マイケル・クライトン作 Congo（小説）はヴィルンガ地域（ミトゥンバ山地、ルウェンゾリ山地を含む）を舞台にしている。